# Дернберг
Дернберг (нім. Dörnberg) — громада в Німеччині, розташована в землі Рейнланд-Пфальц. Входить до складу району Рейн-Лан. Складова частина об'єднання громад Діц.
Площа — 5,82 км2. Населення становить 479 ос. (станом на 31 грудня 2020).